# Pakisztán az 1992. évi nyári olimpiai játékokon
Pakisztán a spanyolországi Barcelonában megrendezett 1992. évi nyári olimpiai játékok egyik részt vevő nemzete volt. Az országot az olimpián 5 sportágban 27 sportoló képviselte, akik összesen 1 érmet szereztek.

## Érmesek
| Érem  | Versenyző | Sportág   | Versenyszám |
| ----- | --- | --------- | ----------- |
| Bronz | Nemzeti válogatott Akhlaq Ahmed Manzoor Ahmed Shahbaz Ahmed Asif Bajwa Khalid Bashir Wasim Feroz Musaddiq Hussain Muhammad Qamar Ibrahim Khawaja Junaid Muhammad Khalid Shahid Ali Khan Farhat Hassan Khan Mujahid Ali Rana Anjum Saeed Muhammad Shahbaz Tahir Zaman | Gyeplabda | Férfi       |

## Atlétika
Férfi
| Versenyző    | Versenyszám | Előfutam | Előfutam | Előfutam | Negyeddöntő | Negyeddöntő | Negyeddöntő | Elődöntő | Elődöntő | Elődöntő | Döntő   | Döntő    |
| Versenyző    | Versenyszám | Idő      | Hely.    | Össz.    | Idő         | Hely.       | Össz.       | Idő      | Hely.    | Össz.    | Idő     | Helyezés |
| ------------ | ----------- | -------- | -------- | -------- | ----------- | ----------- | ----------- | -------- | -------- | -------- | ------- | -------- |
| Hussain Arif | 100 m       | 10,83    | 5.       | 49.*     | kiesett     | kiesett     | kiesett     | kiesett  | kiesett  | kiesett  | kiesett | kiesett  |
| Hussain Arif | 200 m       | 21,75    | 5.       | 51.*     | kiesett     | kiesett     | kiesett     | kiesett  | kiesett  | kiesett  | kiesett | kiesett  |
| Nadir Khan   | 1500 m      | 3:44,96  | 9.       | 31.      |             |             |             | kiesett  | kiesett  | kiesett  | kiesett | kiesett  |
| Ghulam Abbas | 400 m gát   | 50,57    | 6.       | 32.      |             |             |             | kiesett  | kiesett  | kiesett  | kiesett | kiesett  |

| Versenyző             | Versenyszám | Selejtező | Selejtező | Döntő    | Döntő    |
| Versenyző             | Versenyszám | Eredmény  | Helyezés  | Eredmény | Helyezés |
| --------------------- | ----------- | --------- | --------- | -------- | -------- |
| Banarus Muhammad Khan | Hármasugrás | 15,37 m   | 41.       | kiesett  | kiesett  |

* - egy másik versenyzővel azonos időt ért el

## Birkózás
Szabadfogású
| Versenyző    | Versenyszám | Csoportkör                                                             | Csoportkör | Helyosztók        | Helyosztók        | Helyosztók        | Bronz- mérkőzés   | Döntő             | Helyezés    |
| Versenyző    | Versenyszám | Csoportkör                                                             | Csoportkör | 9. helyért        | 7. helyért        | 5. helyért        | Bronz- mérkőzés   | Döntő             | Helyezés    |
| Versenyző    | Versenyszám | Ellenfél Eredmény                                                      | Hely.      | Ellenfél Eredmény | Ellenfél Eredmény | Ellenfél Eredmény | Ellenfél Eredmény | Ellenfél Eredmény | Helyezés    |
| ------------ | ----------- | ---------------------------------------------------------------------- | ---------- | ----------------- | ----------------- | ----------------- | ----------------- | ----------------- | ----------- |
| Ahmed Naseer | 57 kg       | B csoport · Okujama Keidzsi (JPN) · 0-5 · Alejandro Puerto (CUB) · 0-6 | 9.         | kiesett           | kiesett           | kiesett           | kiesett           | kiesett           | helyezetlen |

## Gyeplabda

### Férfi
| Pakisztáni férfi gyeplabdacsapat-játékoskeret                                                                                         | Pakisztáni férfi gyeplabdacsapat-játékoskeret |
| --- | --- |
| - Akhlaq Ahmed - Manzoor Ahmed - Shahbaz Ahmed - Asif Bajwa - Khalid Bashir - Wasim Feroz - Musaddiq Hussain - Muhammad Qamar Ibrahim | - Khawaja Junaid - Muhammad Khalid - Shahid Ali Khan - Farhat Hassan Khan - Mujahid Ali Rana - Anjum Saeed - Muhammad Shahbaz - Tahir Zaman - Szövetségi kapitány: Munawar Uz-Zaman |

#### Eredmények
Csoportkör
B csoport
| Csapat                  | M | Gy | D | V | G+ | G– | Gk  | P  |
| ----------------------- | - | -- | - | - | -- | -- | --- | -- |
| Pakisztán (PAK)         | 5 | 5  | 0 | 0 | 20 | 6  | +14 | 10 |
| Hollandia (NED)         | 5 | 4  | 0 | 1 | 20 | 10 | +10 | 8  |
| Spanyolország (ESP)     | 5 | 3  | 0 | 2 | 15 | 11 | +4  | 6  |
| Új-Zéland (NZL)         | 5 | 1  | 0 | 4 | 7  | 12 | –5  | 2  |
| Egyesített Csapat (EUN) | 5 | 1  | 0 | 4 | 12 | 20 | –8  | 2  |
| Malajzia (MAS)          | 5 | 1  | 0 | 4 | 9  | 24 | –15 | 2  |

| 1992. július 26. 18:00 | Pakisztán (PAK)      | 4–1   | Malajzia (MAS) | Játékvezetők: Heinz Wolter (GER) Patrick van Beneden (BEL) |
| 1992. július 26. 18:00 | Bajwa 2 Bashir Zaman | (3–1) | Nasir-ud-Din   | Játékvezetők: Heinz Wolter (GER) Patrick van Beneden (BEL) |

| 1992. július 28. 17:30 | Pakisztán (PAK) | 1–0   | Új-Zéland (NZL) | Játékvezetők: Claude Seidler (GER) Eduardo Ruiz (ARG) |
| 1992. július 28. 17:30 | Zaman           | (0–0) |                 | Játékvezetők: Claude Seidler (GER) Eduardo Ruiz (ARG) |

| 1992. július 30. 9:45 | Pakisztán (PAK)                    | 6–2   | Egyesített Csapat (EUN) | Játékvezetők: Alan Waterman (CAN) T. S. Bhullar (IND) |
| 1992. július 30. 9:45 | Bashir 2 Ibrahim 2 S.Ahmed Hussain | (2–2) | Yulchiyev 2             | Játékvezetők: Alan Waterman (CAN) T. S. Bhullar (IND) |

| 1992. augusztus 1. 10:15 | Hollandia (NED) | 2–3   | Pakisztán (PAK) | Játékvezetők: Alain Michel Renaud (FRA) Heinz Wolter (GER) |
| 1992. augusztus 1. 10:15 | Veen Bovelander | (1–1) | Bashir 2 Zaman  | Játékvezetők: Alain Michel Renaud (FRA) Heinz Wolter (GER) |

| 1992. augusztus 3. 20:00 | Spanyolország (ESP) | 1–6   | Pakisztán (PAK)        | Játékvezetők: Christopher Todd (GBR) Raymond Prior (AUS) |
| 1992. augusztus 3. 20:00 | Iglesias            | (0–1) | Zaman 3 Feroz 2 Shabaz | Játékvezetők: Christopher Todd (GBR) Raymond Prior (AUS) |

Elődöntő
| 1992. augusztus 5. 16:30 | Pakisztán (PAK) | 1–2 (h. u.) | Németország (GER) | Játékvezetők: Alain Michel Renaud (FRA) Eduardo Ruiz (ARG) |
| 1992. augusztus 5. 16:30 | Bashir          | (1–0, 0–1)  | Fischer 2         | Játékvezetők: Alain Michel Renaud (FRA) Eduardo Ruiz (ARG) |

Bronzmérkőzés
| 1992. augusztus 8. 17:00 | Hollandia (NED)         | 3–4   | Pakisztán (PAK)          | Játékvezetők: Patrick van Beneden (BEL) Dennis Graham (GBR) |
| 1992. augusztus 8. 17:00 | Delissen Weterings Veen | (2–0) | Bashir 2 Ibrahim Shahbaz | Játékvezetők: Patrick van Beneden (BEL) Dennis Graham (GBR) |

| Csapat          | Helyezés |
| --------------- | -------- |
| Pakisztán (PAK) |          |

## Ökölvívás
| Versenyző          | Versenyszám   | Selejtező                              | Nyolcaddöntő             | Negyeddöntő       | Elődöntő          | Döntő             | Helyezés |
| Versenyző          | Versenyszám   | Ellenfél Eredmény                      | Ellenfél Eredmény        | Ellenfél Eredmény | Ellenfél Eredmény | Ellenfél Eredmény | Helyezés |
| ------------------ | ------------- | -------------------------------------- | ------------------------ | ----------------- | ----------------- | ----------------- | -------- |
| Hussain Arshad     | Könnyűsúly    | Henry Kungsi (PNG) · 9-13              | kiesett                  | kiesett           | kiesett           | kiesett           | 17.      |
| Shah Khyber        | Váltósúly     | Mario Romero (NCA) · 2-7               | kiesett                  | kiesett           | kiesett           | kiesett           | 17.      |
| Abrar Hussain Syed | Nagyváltósúly | Noureddine Meziane (ALG) · 0-7         | kiesett                  | kiesett           | kiesett           | kiesett           | 17.      |
| Asghar Muhammad    | Félnehézsúly  | Ali Asghar Kazemi (IRI) · visszalépett | Béres Zoltán (HUN) · RSC | kiesett           | kiesett           | kiesett           | 9.       |

RSC - a játékvezető megállította a mérkőzést

## Vitorlázás
Férfi
| Versenyző                 | Versenyszám    | Futam | Futam | Futam | Futam  | Futam | Futam | Futam | Pontszám | Helyezés |
| Versenyző                 | Versenyszám    | 1     | 2     | 3     | 4      | 5     | 6     | 7     | Pontszám | Helyezés |
| ------------------------- | -------------- | ----- | ----- | ----- | ------ | ----- | ----- | ----- | -------- | -------- |
| Javed Rasool Mamoon Sadiq | 470-es osztály | 38,0  | 37,0  | 39,0  | (42,0) | 42,0  | 35,0  | 40,0  | 231,0    | 36.      |